# ちいさい秋みつけた
- ちいさい秋みつけた[1]
- 小さい秋みつけた[2]
- ちいさい秋見つけた[1]
- 小さい秋見つけた[1]
- 小さい秋みいつけた[1]

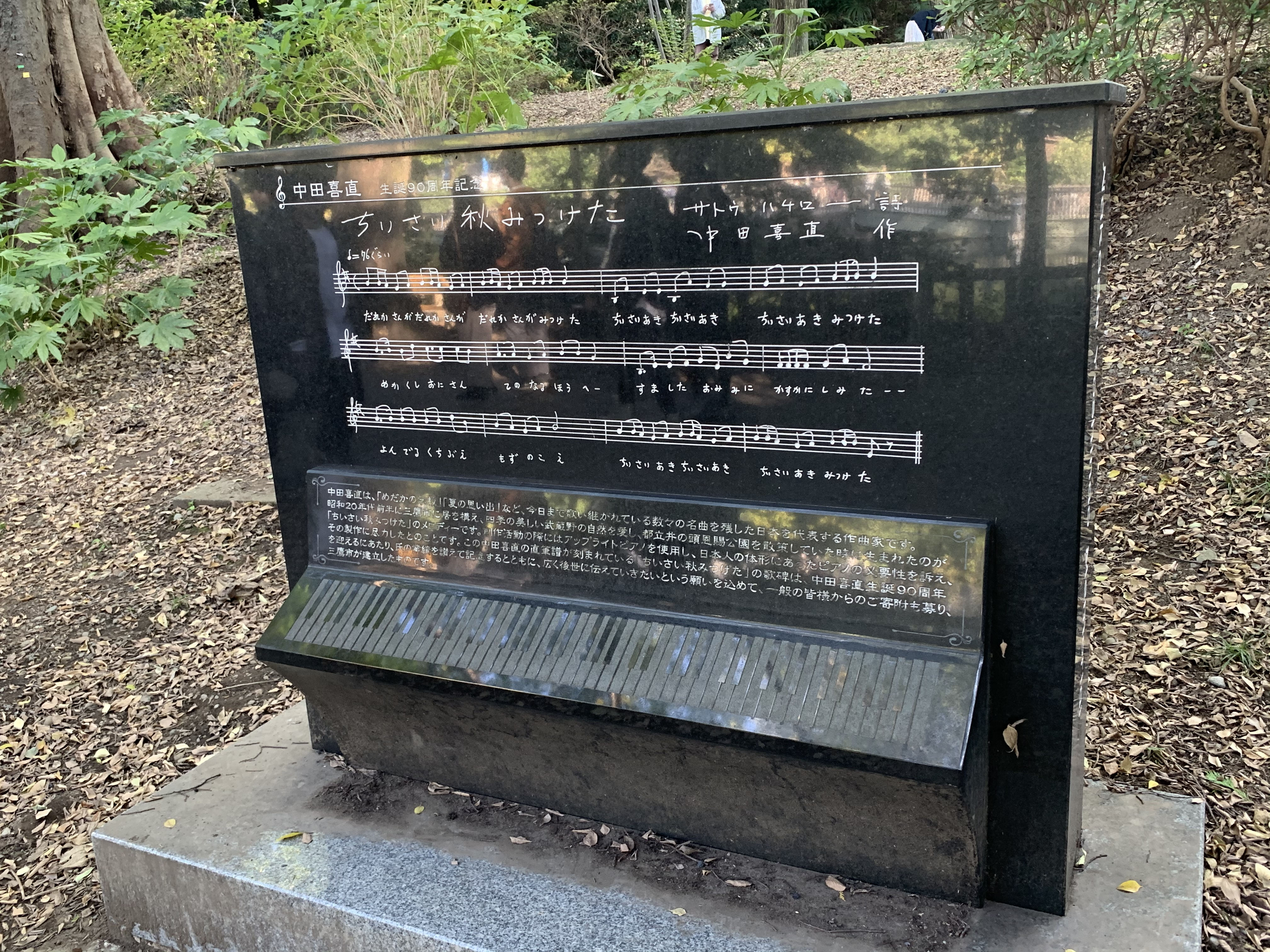
中田喜直直筆の楽譜が刻まれた 「ちいさい秋みつけた」歌碑（井の頭公園）

「ちいさい秋みつけた」（ちいさいあきみつけた）は、サトウハチロー作詞・中田喜直作曲による日本の童謡。

## 概要
1955年にNHKの特別番組『秋の祭典』の楽曲の1つとして作曲され、伴久美子がソロで歌った。番組内限定の曲であり、当初はレコード化されなかったが、1962年にキングレコードのディレクター長田暁二が合唱に最適な曲として見い出した。ボニージャックスの歌唱でレコーディングされ、LP『サトウハチロー童謡集』（品番：KH-53 / SKH-8）に収録された。同年末の『第4回日本レコード大賞』で童謡賞を受賞した。
曲題についてはいくつかの表記揺れが発生しているが、JASRACに登録されている正題と『サトウハチロー童謡集』での表記は「ちいさい秋みつけた」である。
1965年以後、小学校・中学校・高校の音楽の教科書にたびたび掲載されている。
2006年（平成18年）に文化庁と日本PTA全国協議会が「日本の歌百選」に選定した。

## 作詞のきっかけ
サトウハチローが住んでいた東京都文京区弥生の自宅の庭にはぜの木が植えられており、この木の紅葉する情景を見たのが作詞のきっかけとなった。この自宅は1996年に岩手県北上市のサトウハチロー記念館に移築され、はぜの木は後楽園駅近くの礫川公園(れきせんこうえん)に移植された。

## みんなのうた版
NHKの『みんなのうた』では、1962年10月 - 11月にボニージャックスの歌で初登場。映像は藤城清治制作の影絵。『みんなのうた』での放送後、視聴者からの楽譜の希望が多かった曲の一つである。
その後1972年10月 - 11月に谷内六郎制作のスチール画像でリメイク、1982年10月 - 11月には吉良敬三制作のアニメでリメイクされた。1972年版は3番は省略、これに対し1982年版は全番歌われた一方でコーダは縮小された。
後年の再放送では、もっぱら1982年版を放送した。なお2011年1月1日放送のスペシャル版では、クロージングに放送。1番は1972年版を放送したが、2番以降は1982年版を放送した。
『みんなのうた』DVD-BOXには、第4集に1972年版、第8集に1982年版が収録されている。

## 編曲
- しみじみとした歌、センチメンタルな歌、2つの秋の変奏曲 - 大宝博の編曲。『おもしろ変奏曲にアレンジ! 〜日本のうた〜』（ヤマハミュージックメディア）に掲載。

## カバーなど
歌唱者不明のカバーを除く。
- ダークダックス - キングレコード。LP『みんなで歌おう』（1972年1月）収録。
- 馬場祐美 - ビクター。シングル『雪はのんのん〜熊っこたちの子もり歌〜/ちいさい秋みつけた』（1973年8月）収録。
- 田中星児 - ビクター。LP『NHKテレビ「みんなのうた」より みんなで歌おう』（1975年6月）収録。
- 天地総子、クラウン少女合唱団 - 日本クラウン。LP『たのしい子どもの歌 ヒット・アルバム』（1976年8月）収録。
- 岩崎宏美 - ビクター。LP『ALBUM』（1978年10月）収録。編曲:青木望。
- 斎藤こず恵、斎藤ゆかり - フィリップス。LP『みんなで歌えるカラオケつき 斎藤こず恵&ゆかりのNHK「みんなのうた」』（1978年11月）収録。
- 島田祐子
- 安全地帯 - アルバム『ENDLESS』（1985年）収録。
- 矢野顕子 - アルバム『峠のわが家』（1986年）収録。ジャズ調に大幅に編曲されている。
- 少年隊 - アルバム『Magical 童謡 Tour』（1987年）収録。
- ドリーミング - バップ。アルバム『アンパンマンがえらんだこどものうた〜おつかいありさん』（1991年）収録。
- 中谷美紀 - コンピレーションアルバム『にほんのうた 第一集』（2007年）収録。坂本龍一編曲。
- 中谷友香、森の木児童合唱団 - 日本コロムビア。
- 土居裕子　- 日本コロムビア。
- ひばり児童合唱団　-キングレコード。 サトウハチロー×中田喜直　生誕記念　ちいさい秋みつけた 収録。

-ポニーキャニオン。 童謡唱歌大全集２ 収録。ソロ　峰岸由佳
- ペギー葉山　-キングレコード。 サトウハチロー×中田喜直　生誕記念　ちいさい秋みつけた 収録。
- 小牧まり　-キングレコード。 サトウハチロー×中田喜直　生誕記念　ちいさい秋みつけた 収録。
- 米良美一　-キングレコード。 サトウハチロー×中田喜直　生誕記念　ちいさい秋みつけた 収録。
- ビクター少年合唱隊 　-ビクター。合唱で聴く　唱歌・叙情歌・民謡　日本のメロディ（2018年）収録。
- 海上自衛隊東京音楽隊、三宅由佳莉 - アルバム『シング・ジャパン ―心の歌―』（2017年）に収録。田中英暢編曲。
- 木山裕策 - アルバム『月 美しき日本の抒情歌』（2020年）収録。
- NHK東京児童合唱団　-クラウン。１０１のこどものうた～ずっと聴きたい，もっと歌いたい～ （2021年）収録。